# Élections municipales tongiennes de 2019
Les élections municipales tongiennes de 2019 ont lieu le 30 mai 2019 aux Tonga,.

## Modalités
La population âgée de plus de 21 ans est amenée à élire un conseiller dans 23 circonscriptions de district et 155 circonscriptions de villes au scrutin uninominal majoritaire à un tour pour un mandat de trois ans. Le scrutin est marqué par une baisse du nombre de candidats. Seuls 319 d'entre eux se présentent pour les 178 sièges à pourvoir, contre 357 aux précédentes municipales.
| Groupes d'îles | District | Ville | Total |
| -------------- | -------- | ----- | ----- |
| Tongatapu      | 7        | 61    | 68    |
| Vava'u         | 6        | 39    | 45    |
| Ha'apai        | 6        | 28    | 34    |
| 'Eua           | 2        | 15    | 17    |
| Niua Toputapu  | 1        | 4     | 5     |
| Niua Fo'ou     | 1        | 8     | 9     |
|                |          |       |       |
| Total          | 23       | 155   | 178   |